# الدوري البرازيلي الدرجة الثانية 1999
الدوري البرازيلي الدرجة الثانية 1999 هو موسم من الدوري البرازيلي الدرجة الثانية. أقيم في 1999، وأشرف على تنظيمه اتحاد البرازيل لكرة القدم، وكان عدد الأندية المشاركة فيه 22، وفاز فيه نادي غوياس.